# Sainte-Foy-l'Argentière
Sainte-Foy-l'Argentière là một xã thuộc tỉnh Rhône trong vùng Auvergne-Rhône-Alpes phía đông nước Pháp. Xã này nằm ở khu vực có độ cao trung bình 423 mét trên mực nước biển.
Thị trấn có cự ly 42 km so với Lyon.